# اکمسکیت، کوسارلی
اکمسکیت، کوسارلی (به لاتین: Akmescit, Koçarlı) یک منطقهٔ مسکونی در ترکیه است که در استان آیدین واقع شده‌است.

## خصوصیات
اکمسکیت ۳۷۲ نفر جمعیت دارد.